# Chimamanda Ngozi Adichie

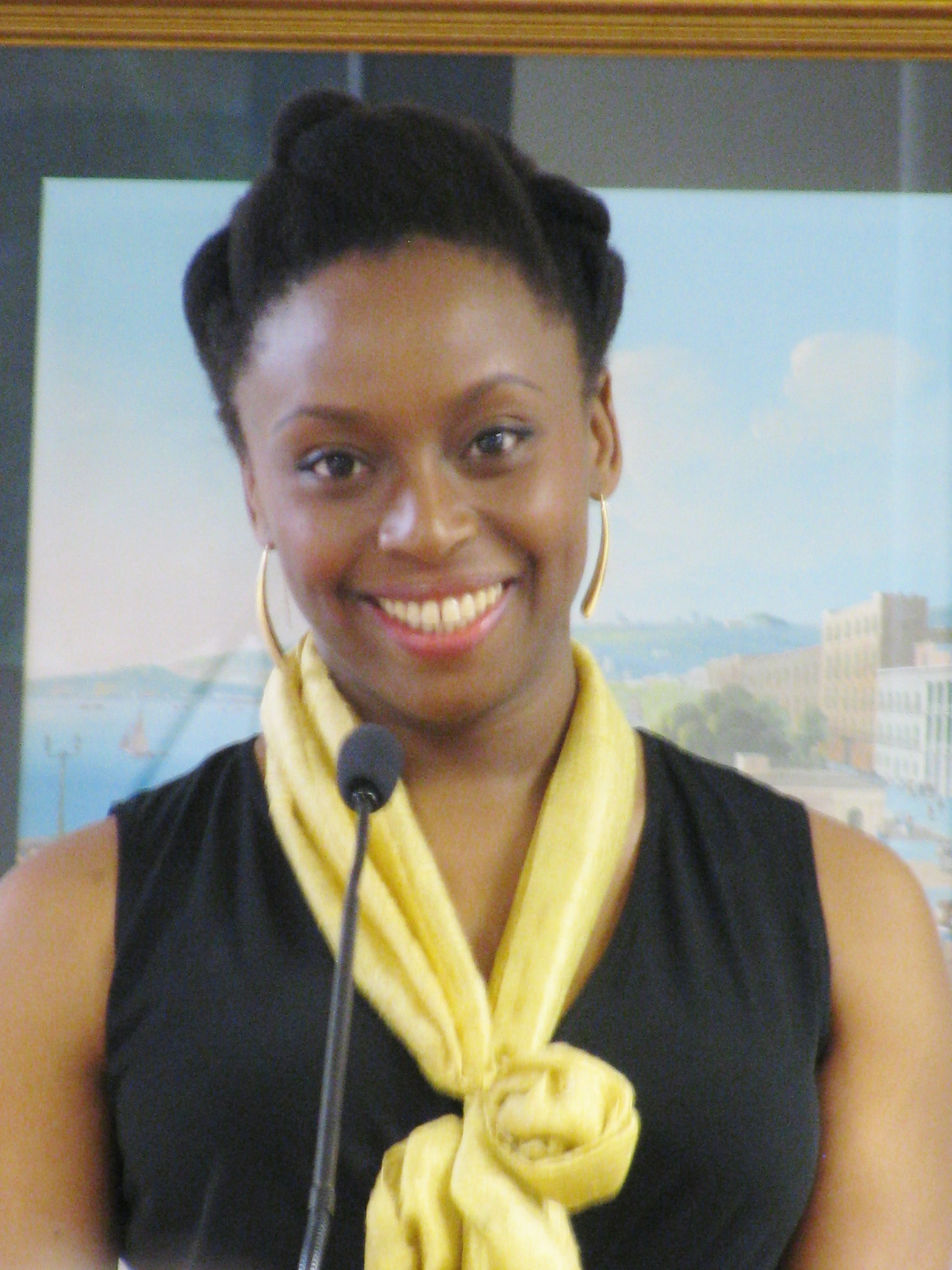
Chimamanda Ngozi Adichie (2013)

Chimamanda Ngozi Adichie (* 15. September 1977 in Enugu) ist eine nigerianische Schriftstellerin und Aktivistin. Ihr international rezipiertes und vielfach ausgezeichnetes Werk gilt als herausragendes Beispiel junger afrikanischer Literatur und des feministischen Postkolonialismus. Nach einer zwölfjährigen Pause kehrte sie 2025 mit dem Roman Dream Count zur Fiktion zurück.

## Leben
Adichies Familie stammt aus Abba im nigerianischen Bundesstaat Anambra. Sie wurde als fünftes von sechs Kindern geboren und wuchs in der Universitätsstadt Nsukka in einem einst auch von Chinua Achebe bewohnten Haus auf. Ihre Muttersprache ist Igbo. Adichies Vater war Mathematik-Professor.
Nach ihrem Schulabschluss begann sie ein Medizin- und Pharmaziestudium in Nigeria. Mit 19 Jahren zog sie für ein Studium in die USA. 2001 schloss sie dort ein Studium der Kommunikations- und Politikwissenschaften summa cum laude ab. Von 2005 bis 2006 war Adichie „Hodder Fellow“ an der Princeton University, 2008 erhielt sie an der Yale University einen Masterabschluss in Afrikanistik.
Adichie lebt in Nigeria und den USA. Sie ist mit dem Mediziner Ivara Esege verheiratet und hat mit ihm eine Tochter (geb. 2016) und zwei Zwillingssöhne (geb. 2024).

## Wirken
Adichie verfasst ihre Texte in englischer Sprache. Ihre Bücher wurden in mehrere Sprachen übersetzt, ihr vielfach ausgezeichneter Roman Americanah aus dem Jahr 2013 wurde zu einem weltweiten Bestseller; das Werk wurde von der New York Times in eine Liste der bedeutendsten fiktionalen Bücher des 21. Jahrhunderts aufgenommen.
In ihrem vielbeachteten TED-Talk The Danger of a Single Story von 2009 verknüpft Adichie eigene Erfahrungen mit Fragen globaler Machtverhältnisse und Repräsentationsweisen und setzt sich mit den Gefahren einseitiger Geschichten und Darstellungsweisen auseinander. Sie legt dar, wie durch die Verengung der Perspektive Stereotype und Klischees entstehen, so etwa bei dem von westlichen Industriestaaten verzerrten Bild von Afrika. Der Vortrag wurde einer der reichweitenstärksten TED-Talks überhaupt.
2014 veröffentlichte sie ihr Buch We Should All Be Feminists (deutsch: Mehr Feminismus! Ein Manifest), basierend auf ihrem gleichnamigen TEDx-Talk. Die Pop-Sängerin Beyoncé sampelte auf ihrem Track ***Flawless folgenden Satz aus Adichies Vortrag: „Feminist(in): Eine Person, die an die politische, soziale und wirtschaftliche Gleichheit der Geschlechter glaubt.“ In den 2010er-Jahren wurde Adichie dadurch und durch Kooperationen mit Mode- und Kosmetikmarken zu einer Popkultur-Ikone; das Label Dior brachte T-Shirts mit dem Slogan „We Should All Be Feminists“ heraus, und Adichie trat zeitweise als Gesicht der Marke No 7 auf. Zugleich distanzierte sie sich von Beyoncés Feminismus-Verständnis, das „der Notwendigkeit von Männern ziemlich viel Raum gebe“; modische Sichtbarkeit nutzte sie als bewusste Gegenrede zu der Annahme, Schönheit und Intellekt schlössen einander aus.
2017 wurde Adichie in die American Academy of Arts and Sciences sowie als auswärtiges Ehrenmitglied in die American Academy of Arts and Letters gewählt. Sie hat mehrere Ehrendoktortitel verliehen bekommen, u. a. 2016 von der Johns Hopkins University, 2017 von University of Edinburgh, und 2019 von der Universität Freiburg (Schweiz). Sie wurde 2019 in die Anthologie New Daughters of Africa aufgenommen, in der Margaret Busby die bedeutendsten Schwarzen Autorinnen der letzten zwei Jahrhunderte zusammentrug.
Im September 2021 traf sie sich im Schauspielhaus Düsseldorf zu einer öffentlichen Diskussion mit der damals amtierenden Bundeskanzlerin Angela Merkel. Am 21. September 2021 hielt sie bei der Eröffnungszeremonie des Ethnologischen Museums Berlin und des Museums für asiatische Kunst am Humboldt Forum eine Rede.
Dream Count (2025) verknüpft die Lebenswege von vier afrikanischen Frauen in Nigeria und den USA, die zwischen Zugehörigkeit, Mutterschaft und Selbstbestimmung stehen. Der Roman erschien im März 2025 und markiert Adichies Rückkehr zur Fiktion. Laut The Guardian greift das Buch zentrale Themen Adichies auf – das Leben zwischen Afrika und Diaspora – und setzt die COVID-19-Pandemie als Hintergrund der Erzählung über vier Protagonistinnen mittleren Alters. Die zentrale Figur sei an Nafissatou Diallo angelehnt; in der Autor*innen-Notiz beschreibe Adichie dies als „Geste zurückgegebener Würde“. Hervorgehoben wird zudem Adichies ungeschönter, sachlicher Blick auf Körperlichkeit und weibliche Erfahrungen (u. a. Geburt, Erkrankungen, Sexualität).
Nesrine Malik (The Guardian) lobte in einer 2025 erschienenen Rezension die sichere, eigensinnige Erzählinstanz, kritisierte Dream Count jedoch als eher aus starken, aber lose verbundenen Schauplätzen bestehend und „kleiner als seine Autorin“ wirkend; zugleich verorte sie das Buch im Spannungsfeld von Adichies Rolle als literarische Stimme und als Popkultur-Ikone der 2010er-Jahre. Malik liest außerdem satirische Blog-Passagen im Roman als Kommentar auf maskuline Verantwortung in Reproduktionsfragen und als Distanzierung von woke-Progressivismen in den USA.

## Schriften und Werke
- 1998 For Love of Biafra (Drama)
- 1998 Decisions (Gedichte)
- 2001 You in America (Kurzgeschichte)
- 2003 Purple Hibiscus (Roman)
  - Übers. Judith Schwaab: Blauer Hibiskus. Luchterhand, München 2005, ISBN 3-630-87181-X.
- 2004 The Thing Around Your Neck (Kurzgeschichte)
- 2006 Half of a Yellow Sun (Roman)
  - Übers. Judith Schwaab: Die Hälfte der Sonne. Luchterhand, München 2007, ISBN 978-3-630-87247-6.
- 2006 Tomorrow is Too Far (Kurzgeschichte)
- 2009 The Thing Around Your Neck (Kurzgeschichtensammlung)
  - Übers. Reinhild Böhnke: Heimsuchungen. Zwölf Erzählungen. S. Fischer, Frankfurt 2012, ISBN 978-3-10-000625-7.
- 2013 Americanah (Roman). Knopf Doubleday, New York, ISBN 978-0-307-96212-6.
  - Übers. Anette Grube: Americanah. S. Fischer, Frankfurt am Main 2014, ISBN 978-3-10-000626-4.
- 2014 We Should All Be Feminists (Essay). Fourth Estate, New York.
  - Übers. Anette Grube. Mehr Feminismus! Ein Manifest und vier Stories.  S. Fischer, Frankfurt am Main 2016, ISBN 978-3-596-03676-9.
  - Übers. Alexandra Ernst: Warum ich Feministin bin. (Jugendbuch). Illus. von Nursima Nas. Sauerländer, Frankfurt am Main 2022, ISBN 978-3-73735899-6.
- 2017 Dear Ijeawele, or A Feminist Manifesto in Fifteen Suggestions. Alfred A. Knopf, New York, ISBN 978-1-5247-3313-1. 
  - Übers. Anette Grube: „Liebe Ijeawele!“ Wie unsere Töchter selbstbestimmte Frauen werden. Fischer, Frankfurt am Main 2017, ISBN 978-3-596-29968-3.
- 2021 Notes on Grief (Essay). Fourth Estate, London, ISBN 978-0-00-847030-2.
  - Übers. Anette Grube: Trauer ist das Glück, geliebt zu haben. S. Fischer, Frankfurt am Main 2021, ISBN 978-3-10-397118-7.
- 2025 Dream Count (Roman). 4th Estate, London, ISBN 978-0-00-868574-4.
  - 2025 Dream Count. Übers. Asal Dardan und Jan Schönherr. S. Fischer, Frankfurt am Main 2025, ISBN 978-3-10-397662-5.

## Auszeichnungen und Ehrungen

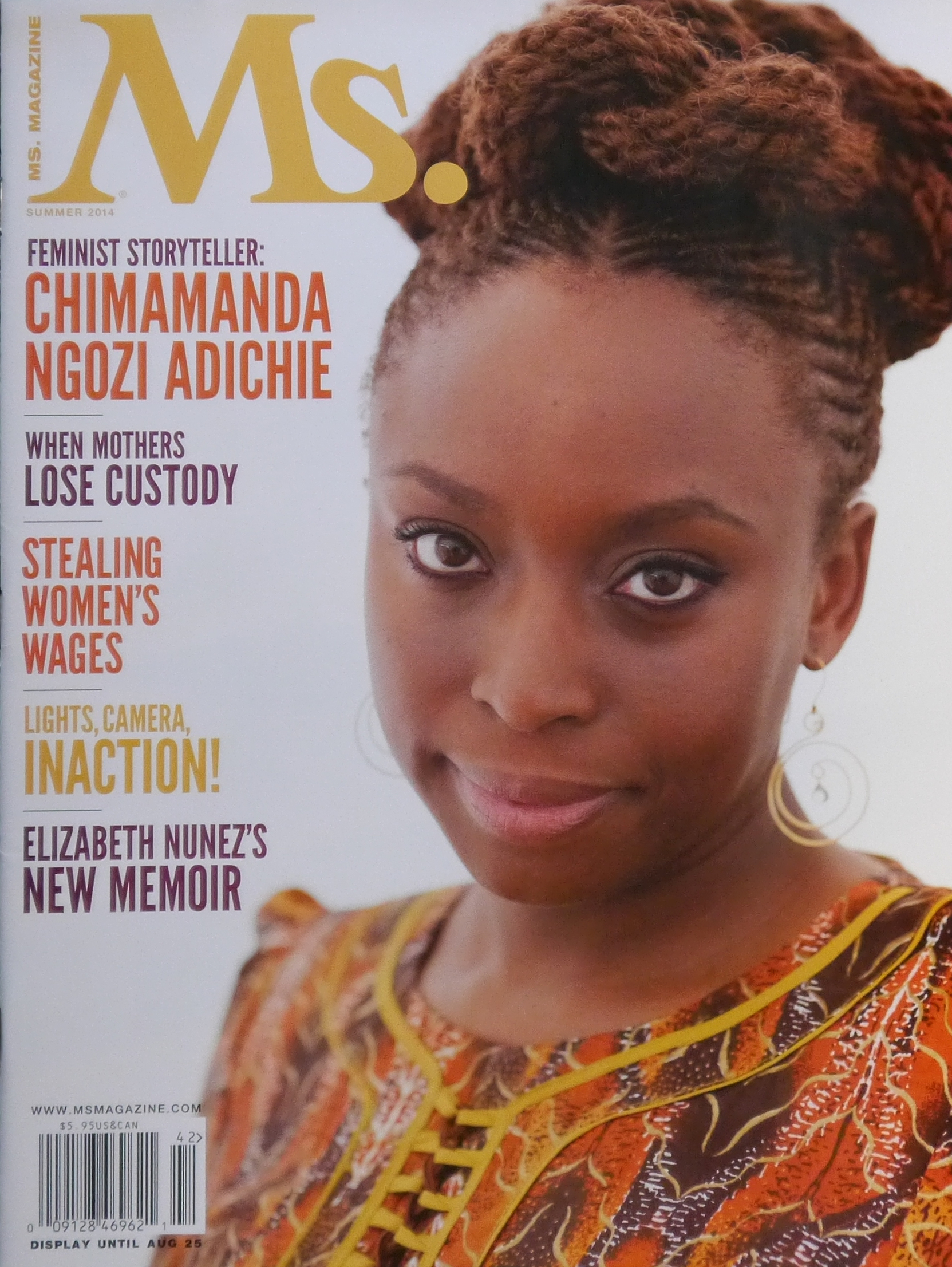
Chimamanda Ngozi Adichie auf dem Titelbild von Ms., Sommer 2014

- Chimamanda Ngozi Adichie auf dem Titelbild von Ms., Sommer 2014 2003 David T. Wong International Short Story Prize (PEN American Center Award) für Half of a Yellow Sun
- 2004 Hurston-Wright Legacy Award – Best Debut Fiction für Purple Hibiscus
- 2005 Commonwealth Writers’ Prize – Best First Book für Purple Hibiscus
- 2007 Anisfield-Wolf Book Award – Fiction für Half of a Yellow Sun
- 2007 Orange Prize for Fiction für Half of a Yellow Sun
- 2007 PEN Beyond Margins Award für Half of a Yellow Sun
- 2008 Reader's Digest Author of the Year Award
- 2008 Future Award, Nigeria: Young Person of the Year
- 2009 International Nonino Prize
- 2010 Nominiert für den Dayton Literary Peace Prize
- 2013 Chicago Tribune Heartland Prize – Fiction für Americanah
- 2013 National Book Critics Circle Award – Fiction für Americanah
- Ihre Kurzgeschichte American Embassy wurde 2003, die Kurzgeschichte The Headstrong Historian im Jahr 2010 in die Anthologie The PEN/O. Henry Prize Stories aufgenommen. Im Jahr 2008 gehörte sie der Jury für die Publikation der besten englischsprachigen Kurzgeschichten an.[19]
- 2015 wurden zwei ihrer Romane, nämlich Americanah und Die Hälfte der Sonne, von der BBC-Auswahl der 20 besten Romane von 2000 bis 2014 zu den bislang bedeutendsten literarischen Werken dieses Jahrhunderts gewählt.
- 2017: Grand Prix de l’Héroïne Madame Figaro (Kategorie „Bio/récit“) für Chère Ijeawele
- 2018: PEN Pinter Prize[20]
- 2018: Gastrednerin auf der Eröffnungspressekonferenz der 70. Frankfurter Buchmesse
- 2019: Kasseler Bürgerpreis Das Glas der Vernunft, Kassel
- 2019: Doktorin honoris causa der Philosophischen Fakultät der Universität Freiburg[21]
- 2020: Internationaler Hermann-Hesse-Preis gemeinsam mit ihrer Übersetzerin Judith Schwaab für Blauer Hibiskus[22]
- 2020: Women’s Prize for Fiction für Half of a Yellow Sun[23]
- 2020: eine der 50 mächtigsten Frauen Afrikas laut Magazin Forbes[24]
- 2022: W.E.B. Du Bois Medaille der Harvard University[25]